# Spatholobus bracteolatus
Spatholobus bracteolatus là một loài thực vật có hoa trong họ Đậu. Loài này được King miêu tả khoa học đầu tiên.